# 硝酸钬
硝酸钬是一种无机化合物，化学式为Ho(NO3)3。

## 制备
硝酸钬可以将氧化钬、氢氧化钬或碳酸钬溶于硝酸得到：
Ho2O3 + 6 HNO3 → 2 Ho(NO3)3 + 3 H2O
Ho(OH)3 + 3 HNO3 → Ho(NO3)3 + 3 H2O
所得溶液经过小心蒸发可以得到水合硝酸钬，其中六水合物最常见。

## 化学性质
水合硝酸钬受热分解，产生HoONO3，继续加热得到氧化钬。